# Московский Новый драматический театр
Моско́вский Но́вый драмати́ческий теа́тр (МНДТ, Новый театр) — драматический театр в Ярославском районе Северо-Восточного округа города Москвы.

## История
Московский Новый драматический театр позиционирует себя как ветвь знаменитого «мхатовского древа» театров. Труппа была создана на базе одного из актёрских курсов Школы-студии МХАТ им. В. И. Немировича-Данченко в июле 1975 года. Для зрителей театр открылся в здании бывшего ДК «Метрострой» на улице Проходчиков 22 января 1976 года спектаклем по пьесе Константина Симонова «Из записок Лопатина». Его первоначальный репертуар составили дипломные спектакли начинающих артистов по пьесам Александра Вампилова, Александра Володина, Уильяма Сарояна и мюзикл «Моя прекрасная леди». Первым главным режиссёром театра стал руководитель курса, режиссёр и педагог Виктор Монюков. После него в течение 20-ти лет театром руководили Виталий Ланской и Борис Львов-Анохин.
С 2001 года Московский Новый драматический театр возглавляет режиссёр, заслуженный деятель искусств России Вячеслав Долгачёв. До перехода в театр он 10 лет работал режиссёром МХАТ им. А. П. Чехова, где его постановки «После репетиции» Ингмара Бергмана, «Тойбеле и её демон» Исаака Зингера, «Бобок» по Фёдору Достоевскому, «Возможная встреча» Пауля Барца и другие составляли в то время основной репертуар МХАТа. С приходом Вячеслава Долгачёва театр активно разрабатывает свою творческую стратегию, основанную на мхатовских принципах и системе К. С. Станиславского. За несколько лет был полностью обновлён репертуар, с опорой на молодых актёров перестроена труппа, и, благодаря оригинальности репертуара и высокому художественному качеству каждого спектакля, театр стоит в ряду лучших московских театров. С открытием в 2008 году сцены «Мастерская» артисты и режиссёры имеют возможность экспериментировать на материале авангардной драматургии.

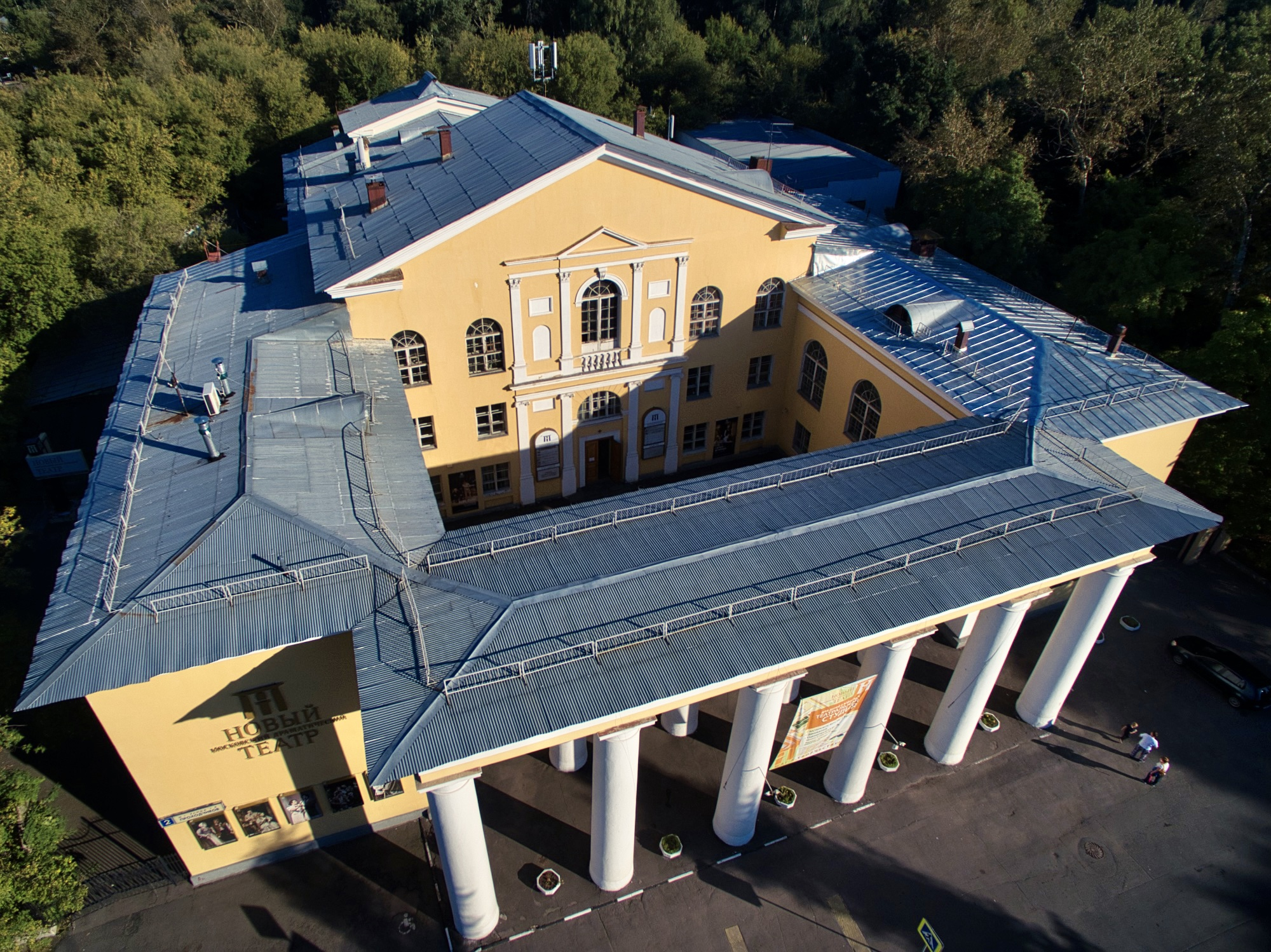
Московский Новый драматический театр в 2015 году

Ныне в репертуаре театра более 30-ти названий, включая спектакли для детей. Это пьесы Александра Островского, Фридриха Шиллера, Ингмара Бергмана,Сэма Шепарда, Мориса Метерлинка, проза Антона Чехова, Фёдора Достоевского, Михаила Лермонтова и современных российских авторов.
Московский Новый драматический театр показывал свои спектакли во Франции, США, Швейцарии, Турции. Труппа является постоянным участником международных театральных фестивалей и редко возвращается без призов и наград.

## Художественные руководители
- Виктор Монюков (1976—1978)
- Виталий Ланской (1978—1989)
- Борис Львов-Анохин (1989—2000)
- Вячеслав Долгачёв (2001 — наст. вр.)

## Актёры театра

### Труппа
- заслуженный артист России Олег Бурыгин
- заслуженный артист России Александр Курский
- заслуженная артистка России Ирина Мануйлова
- Анастасия Безбородова
- Роман Бреев
- Дарья Бутакова
- Артём Глухов
- Владислав Владимиров
- Максим Городов
- Наталья Гришагина
- Екатерина Демакова
- Екатерина Демидова
- Маргарита Ефремова
- Наталья Замотохина
- Евгений Кениг
- Татьяна Кольцова-Гилинова
- Татьяна Кондукторова
- Алексей Красовский
- Константин Курбатов
- Наталья Мехия
- Алексей Михайлов
- Сергей Моисеев
- Георгий Мочалов
- Леонид Пузиков
- Николай Разуменко
- Наталья Рассиева
- Евгений Рубин
- Сергей Сахаров
- Дмитрий Светус
- Алексей Спирин
- Лидия Харламова
- Иван Ходимчук
- Борис Шильманский
- Дмитрий Шиляев

### Приглашённый артист
- Глеб Гузей
- Иван Ефремов
- София Зенцова

### Ранее служили в Московском Новом драматическом театре
- Ефим Байковский (1983—1990)
- Наталья Беспалова (1980—2007)
- Елена Борзова (1979—1994)
- Вера Васильева (1995—2000) — приглашённая актриса
- Виктор Вержбицкий (1996—1998)
- Ксения Громова (1997—2000, 2002—2008)
- Борис Гусаков (1976—1989)
- Виолетта Давыдовская (2002—2018)
- Никита Джигурда (1987—1989)
- Лев Дуров (2002—2005) — приглашённый актёр
- Наталья Егорова (1976—1984)
- Татьяна Журавлева (2003—2021)
- Александр Зачиняев (2011—2022)
- заслуженный артист России Михаил Калиничев
- Игорь Кашинцев (1976—1988)
- Александр Коршунов (1976—1983)
- Василий Куприянов (1976—1992)
- Владимир Левашёв (1976—2000)
- Спартак Мишулин (1997—2000) — приглашённый актёр
- Оксана Мысина (1994—2000)
- Борис Невзоров (1976—1982; 1986—1988)
- Вячеслав Невинный (2002—?) — приглашённый актёр
- Вячеслав Невинный-младший (2002—?) — приглашённый актёр
- Нефёдова, Любовь Тимофеевна (1976-?)
- Марина Николаева (1976—2007)
- Любовь Новак (1976—2006)
- Светлана Пелиховская (1976—2007)
- Дмитрий Писаренко (1996—?)
- Андрей Руденский (1989—2000)
- Екатерина Сёмина (1994—2005)
- Антонина Соколова (1976—?)
- Анатолий Сутягин (1995—2021)
- Альбина Тиханова (2002—2005) — приглашённая актриса
- Александр Топурия (1991—2005)
- Лариса Шахворостова (1988—1991)
- Владимир Шохин (1976—2008)
- Борис Щербаков (2002—2005) — приглашённый актёр
- Янис Якобсон (до 1988)
- Марина Яковлева (1991—2001)

## Контакты
- адрес: г. Москва, 129347, улица Проходчиков, дом 2.
- телефон: 8 499 182-03-47 (касса)